# Kamienica Stanisława Rostkowskiego w Warszawie
Kamienica Stanisława Rostkowskiego – zabytkowa kamienica znajdująca się w warszawskiej dzielnicy Ochota, przy Alejach Jerozolimskich 99.

## Opis

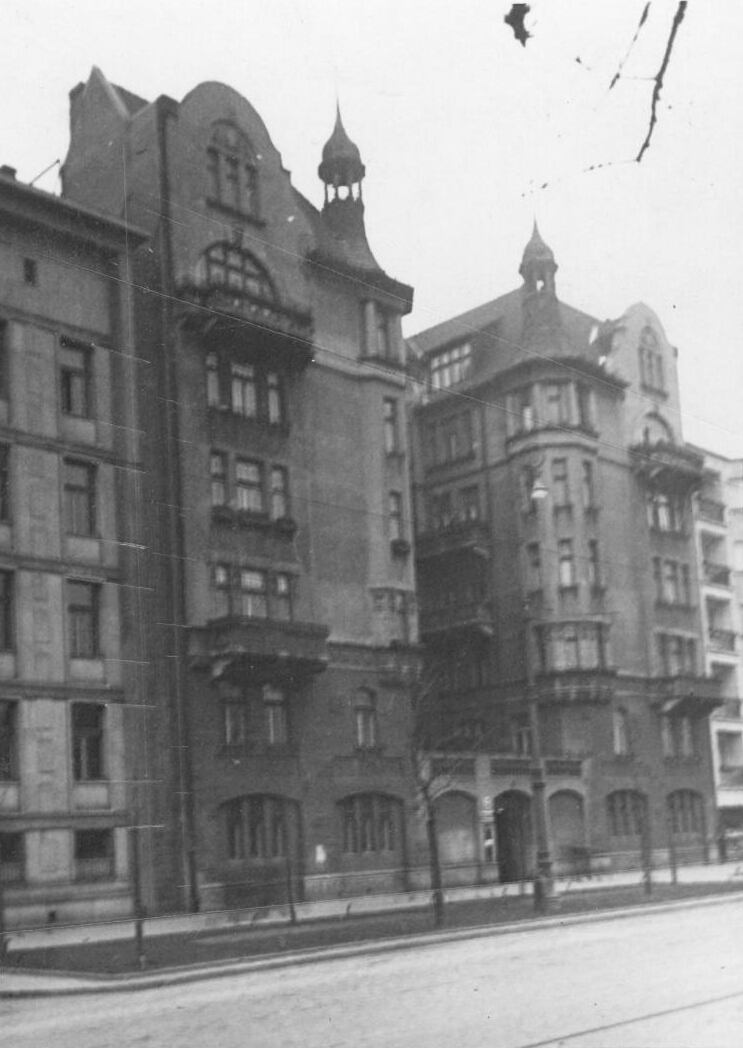
Kamienica około 1938 roku

Wzniesiona około roku 1911 według projektu szkockiego architekta Artura Gurneya. Sześciopiętrowa, wybudowana w duchu wczesnego modernizmu, otrzymała elementy dekoracji posecesyjnej. Frontowa część domu wzniesiona została na rzucie podkowy, tworząc podwórze otwarte od strony Alej Jerozolimskich, od których jest odzielone parterowym budynkiem portierni. Drugie podwórze ma tradycyjny ukła zamknięty.
Podczas powojennej odbudowy kamienica została przekształcona, jednak mimo to typologicznie stanowi zredukowany do jednej parceli wariant zabudowy redanowej, lansowanej we Francji w początkach XX wieku.
W 1991 budynek został wpisany do rejestru zabytków.

## Inne informacje
Na podwórku kamienicy kręcono jedną ze scen czołówki serialu Miodowe Lata (ujęcie, w którym główni bohaterowie wchodzą do klatki schodowej, a następnie pojawia się tytuł odcinka).